# Casa Josep Aguadé
La Casa Josep Aguadé és una obra de Sant Feliu de Llobregat (Baix Llobregat) protegida com a Bé Cultural d'Interès Local.

## Descripció
Es tracta d'un edifici aïllat de planta baixa i pis amb coberta plana i façanes ordenades. La façana principal amb composició simètrica dividida està en dues faixes. Al coronament destaquen els òculs de ventilació del terrat i la barana, de perfil sinuós, ambdós perfilats pels esgrafiats que encerclen els forats i ressegueixen la barana.